# Braunellen (Vogelgattung)

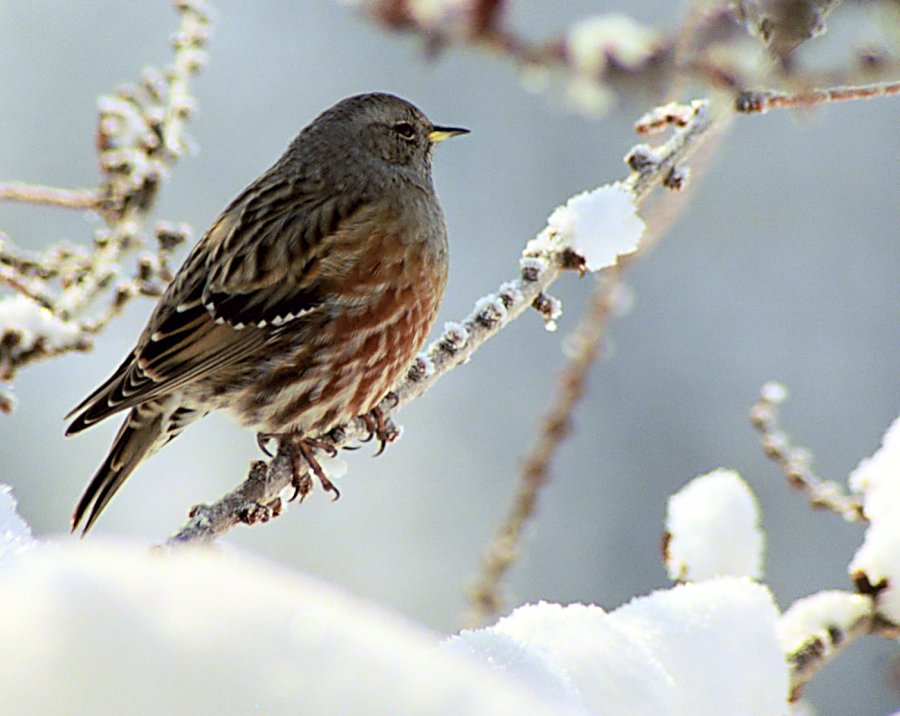
Alpenbraunelle (Prunella collaris)

Die Braunellen (Prunella) sind die einzige Gattung der gleichnamigen Vogelfamilie aus der Ordnung der Sperlingsvögel (Passeriformes), Unterordnung Singvögel (Passeri). Die Familie Prunellidae umfasst somit 13 Arten in der einzigen Gattung Prunella. Sowohl der deutsche als auch der wissenschaftliche Gattungsname ist mit dem der Pflanzengattung Braunellen aus der Familie der Lippenblütler identisch.
Braunellen sind ausschließlich in der Paläarktis verbreitet. Außer Heckenbraunelle (P. modularis) und Rötelbraunelle (P. rubida) sind alle Arten Bewohner der Bergregionen Asiens oder Europas. Hecken- und Rötelbraunelle kommen dagegen auch im Flachland vor. Im äußersten Norden Sibiriens tritt auch die Bergbraunelle (P. montanella) im Flachland auf. Die Vögel der Gattung bleiben normalerweise ganzjährig in ihrer Region. Nur in den kältesten Regionen verlassen die Tiere ihr Brutgebiet im Winter.
Braunellen sind kleine, unauffällig gefärbte und heimlich lebende Arten mit einem schlanken, spitzen Schnabel. Im Sommer ernähren sie sich von Insekten, im Winter ergänzt durch Samen und Beeren. Sie nisten im Gebüsch oder in Felslöchern. Braunellen brüten in der Regel in Bodennähe an gut verborgenen Stellen. Das Nest ist ein fester Napf, der vom Weibchen errichtet wird. Die Eier sind bei allen Arten blau. Die Jungen sind Nesthocker, die frisch geschlüpft auf Kopf und Oberkörper Dunen tragen. Ihre Zunge weist zwei dunkle Punkte auf. Artunabhängig weisen eine Reihe von Jungvögeln auch eine dunkle Spitze auf.

## Arten
- Untergattung Laiscopus[2]
  - Alpenbraunelle (P. collaris)
  - Himalayabraunelle (P. himalayana)
- Untergattung Prunella[2]
  - Rostbrustbraunelle (P. rubeculoides)
  - Strichelbraunelle (P. strophiata)
  - Bergbraunelle (P. montanella)
  - Fahlbraunelle (P. fulvescens)
  - Felsenbraunelle (P. ocularis)
  - Schwarzkehlbraunelle (P. atrogularis)
  - Steppenbraunelle (P. koslowi)
  - Heckenbraunelle (P. modularis)
  - Rötelbraunelle (P. rubida)
  - Waldbraunelle (P. immaculata)